# Lee Raymond
Lee Roy Raymond (né le 13 août 1938) est un homme d'affaires américain ex-directeur général (PDG) et président d'ExxonMobil de 1999 à 2005. Il était auparavant PDG d'Exxon depuis 1993. Il rejoint l'entreprise en 1963 et en devient président à partir de 1987.
Lorsqu'il était chez Exxon, Raymond était l'un des cadres les plus virulents des États-Unis contre la réglementation visant à freiner le réchauffement climatique. Tout en jetant le doute sur le changement climatique en public, les recherches internes d'Exxon sous sa présidence ont souligné le rôle de l'activité humaine dans le changement climatique et les risques du changement climatique à l'échelle mondiale.

## Carrière
Lee Raymond commence à travailler pour Exxon en 1963. Raymond devient administrateur d'Exxon en 1984 et en 1987, il accède au poste de président de la société. En 1993, il devient PDG succédant à Lawrence G. Rawl et occupe ce poste jusqu'en 2005. Il négocie la fusion avec Mobil qui devient effective le 1er janvier 2000, et donne naissance à la nouvelle société ExxonMobil. En 2003, à l'approche de l'âge de 65 ans, âge obligatoire de départ à la retraite pour les cadres d'ExxonMobil, le conseil d'administration lui demande de rester en poste deux ans de plus, afin de préparer sa succession, après la période de réorganisation post-fusion. Le 14 août 2005, il annonce qu'il prendra sa retraite à la fin de l'année 2005, deux ans plus tard que l'âge de retraite obligatoire habituel de 65 ans pour les dirigeants de l'entreprise. Rex W. Tillerson succède à Lee Raymond le 1er janvier 2006. Le 14 avril 2006, la retraite de Lee Raymond était estimée à 400 millions de dollars, la plus importante de l'histoire pour une entreprise américaine à l'époque. Lee Raymond était également président du Conseil national du pétrole (NPC).
Lee Raymond était l'un des cadres les plus virulents des États-Unis contre la réglementation visant à limiter le réchauffement climatique. Dans les années 1990, il affirme que les preuves scientifiques du changement climatique sont « peu concluantes » et que « les arguments en faveur du réchauffement climatique sont loin d'être irréprochables ».
Après avoir pris sa retraite d'Exxon, il est embauché en 2005 en tant que directeur indépendant principal pour JPMorgan Chase. En 2020, alors que pressions s'intensifient sur Lee Raymond en raison des révélations sur son rôle dans le déni du dérèglement climatique, JPMorgan Chase destitue ce dernier de son poste de principal administrateur indépendant du conseil d'administration de JPMorgan Chase,.

## Héritage
Steve Coll décrit Lee Raymond comme « notoirement sceptique sur la question du changement climatique et n'aiment pas l'ingérence du gouvernement à tous les niveaux ». Dans un nouveau documentaire de la BBC, Big Oil v the World, le professeur Martin Hoffert, un ancien consultant en climat d'Exxon, qualifie le rapport de Lee Raymond, "Climate Change: Don't Ignore the facts", comme étant « éthiquement mauvais ».
Lee Raymond était à la tête d'Exxon alors qu'elle restait l'une des dernières grandes entreprises à omettre les employés homosexuels dans sa politique anti-discrimination. Il était également au pouvoir lors du rachat de Mobil, lorsque la nouvelle société Exxon-Mobil a annulé la politique anti-discrimination préexistante de Mobil. La politique des ressources humaines a finalement été mise à jour en 2015 pour inclure une interdiction de la discrimination à l'égard des employés homosexuels, mais de 1999 à 2014, le conseil d'administration a rejeté chaque année une résolution présentée par les actionnaires pour obliger l'entreprise à mettre en œuvre une politique de non-discrimination.
Son fils, John T. Raymond, est actif dans l'industrie pétrolière et gazière. John s'est associé à Vulcan Capital, soutenu par Jim Flores et Paul Allen, dans le cadre du rachat de Plains Resources.

## Récompenses et honneurs
- 1998 : Golden Plate Award de l'American Academy of Achievement[14]
- 2006 : Temple de la renommée des affaires du Texas[15]
- 2006 : Exxon Mobil Corporation attribue des bourses d'études à l'honneur de Lee R. Raymond[16]